# Переход через Анды
Переход через Анды (исп. Cruce de los Andes) — военная операция, осуществлённая во время войны за независимость испанских колоний в Америке аргентинскими и чилийскими войсками (т. н. Андская армия) под командованием Хосе Сан-Мартина с целью освобождения Чили от власти роялистов и провозглашения независимости страны.  
Поход готовился в аргентинском городе Мендоса. Жители города активно помогали в снаряжении армии для похода. Созданная Андская армия насчитывала примерно 3800 солдат, в основном негров, бывших рабов, выкупленных на волю, 1200 ополченцев в качестве вспомогательных войск (для подвоза продовольствия и боеприпасов), 120 минеров и 22 артиллерийских орудия (два 6-фунтовых орудия, семь 4-фунтовых орудий, девять горных, две железные и две 10-фунтовые пушки). Всего в войсках были 3 генерала, 28 директоров, 207 офицеров и 2106 гренадеров. Основной провиант — вяленое мясо; также с собой вели 4000 голов крупного рогатого скота.
5 января 1817 года силы Андской армии начали марш, чтобы пересечь горный хребет Анд. Эта армия, сформированная в Эль-Плумерильо, покинула базовый лагерь и начала переход через Пасо-де-лос-Патос и Успаллату. Эти долины, особенно негостеприимные, гарантировали фактор внезапности. 
Армия была разделена на две колонны: главную и второстепенную. Основная, из трёх колонн, под командованием Мигеля Эстанислао Солера (командующего авангардной группой), Хосе де Сан-Мартина и Бернардо О'Хиггинса. Они двигались через Пасо-де-лос-Патос, в дневном переходе друг за другом. Вторая, под командованием Хуана Грегорио де Лас-Эраса, продвигалась через Успаллату. Два дня спустя за ними последовала артиллерия Луиса Бельтрана. 
Переход длился 21 день, достигая максимальной высоты 4000 метров над уровнем моря. Чтобы облегчить переход, армия использовала местных проводников. Основные силы прибыли к месту назначения между 6 и 8 февраля. Около одной трети участников погибли в походе.
13 февраля 1817 года армия Сан-Мартина успешно вошла в Сантьяго, преодолев около 500 километров по горам. К тому времени испанские роялистские силы отошли на север страны, чтобы избежать столкновения с армией Сан-Мартина, но часть из них, насчитывавшая примерно 1500 человек, направилась в долину Чакабуко, где состоялось сражение с войсками Сан-Мартина. 